# Wayne Boring

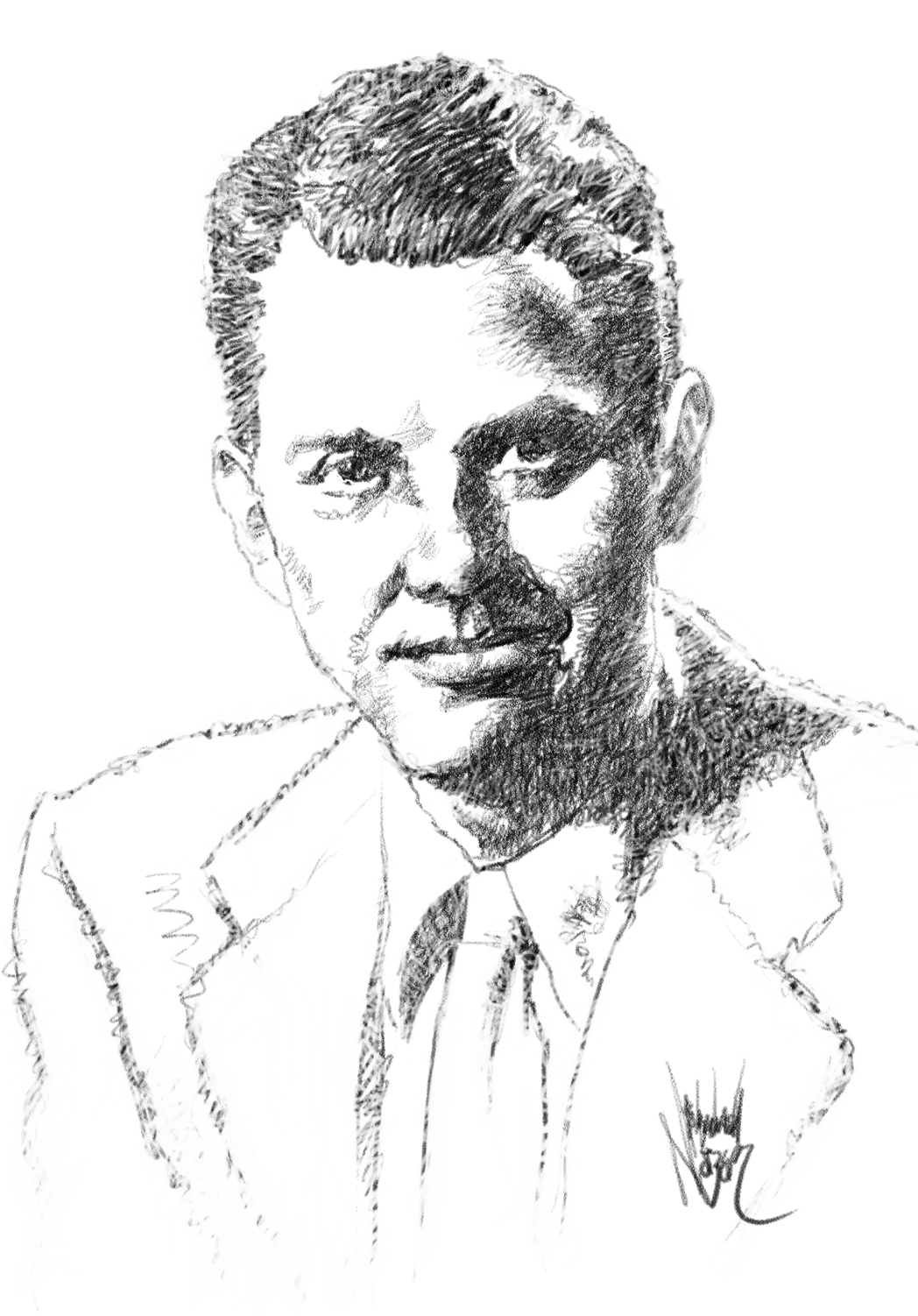
Wayne Boring

Wayne Boring (auch Jack Harmon; * 5. Juni 1905 in Minnesota; † 1987 Pompano Beach, Florida) war ein US-amerikanischer Künstler und Comiczeichner. Boring wurde vor allem als Zeichner zahlreicher Abenteuer des Comichelden Superman bekannt, dessen berühmtestes Erkennungszeichen, das sogenannte „Superman-Logo“, ein stilisiertes rotes S auf gelbem Grund, das auf der Brust des Helden prangt, Boring in Abwandlung des weitaus weniger auffälligen ursprünglichen Superman-Logos aus dem Jahre 1938 er in den 1940er Jahren schuf.

## Leben
Boring wurde 1905 in Minnesota geboren. Er besuchte verschiedene amerikanische Kunstschulen so die „Minnesota School of Art“ in seiner Heimatstadt und das renommierte „Chicago Art Institute“. Seit 1937 arbeitete er als Zeichner für das Verlagshaus „National Publications“ (später in DC umbenannt) für das er Comicstrips wie „Slam Bradley“, „Spy“ und „Dr. Occult“ betreute. Sein Stil war dabei vor allem durch den des „Flash Gordon“-Schöpfers Alex Raymond geprägt. Seit 1938 zeichnete Boring als Mitarbeiter des zu National Publications gehörenden Studios der Superman-Schöpfer Jerry Siegel und Joe Shuster, zahlreiche Abenteuer des „Mannes aus Stahl“. Die von Boring gezeichneten Abenteuer des Comichelden wurden vor allem in Reihen wie „Action Comics“ oder „World's Finest“ veröffentlicht. Seine kreativen Partner waren zumeist Jerry Siegel als Autor und Stan Kaye als überarbeitender Tuschezeichner (Inker). Mit letzterem bildete Boring von 1942 bis in die 1960er ein produktives Gespann. Boring zeichnete die Superman-Serie bis in die 1960er Jahre: Als regulärer Zeichner schied er 1964 aus, seine letzten „Gelegenheitsarbeiten“ an der Figur datieren aus dem Jahr 1967. Sein Nachfolger als Stammzeichner der Superman-Serie wurde Curt Swan. Danach betätigte er sich als anonymer Hintergrundzeichner für die von Hal Foster verfasste Abenteuerreihe „Prinz Eisenherz“ (1968–1972) und als Zeichner des Superhelden „Captain Marvel“ für Marvel Comics. Zuletzt arbeitete er bis zu seinem Tod 1987 (Herzinfarkt) als Wachmann in einer Bank in Florida.

## Künstlerische Bedeutung
Borings nachhaltigster künstlerischer Erfolg ist das von ihm entwickelte, ikonenhaft gewordene Superman-Logo, das er als eine Abwandlung des ursprünglichen von Joe Shuster in den früheren 1930ern designten weitaus weniger spektakulären „S-“-Symbols des Helden schuf. In den 1940er Jahren entwickelte er peu à peu das heute bekannte S-Logo, indem er das ältere Logo sukzessive vergrößerte, verzerrte und in grelleren Farben colorierte. Daneben verpasste Boring dem Helden sein charakteristisches Erscheinungsbild, indem er Superman – der bei seinen ersten Auftritten als ein Mann mit eher durchschnittlicher Statur – als einen großen, muskulösen Hünen darstellte und ihn mit den für Comichelden stilbildend gewordenen Attributen „tonnenförmige Brust“ und markiges „Granitkinn“ versah.